# Мост Оскара Калпака
Мост Оскара Калпака — поворотный мост в Лиепае, технический памятник, один из старейших мостов с металлическими конструкциями на территории Лиепаи и всей Латвии.
Долгое время считалось, что мост спроектирован по эскизу известного французского инженера Гюстава Александра Эйфеля. Однако лиепайский краевед Глеб Юдин в 2017 году доказал, что настоящим автором проекта является инженер Гаральд Халл (Harald Hall), который подробно описал техническую задачу, конструирование и строительство моста в журнале Ассоциации немецких инженеров Zeitschrift Des Vereines Deutscher Ingeniure за 1908 год. Его статья называлась «Die Drehbruke über den großen Hafenkanal in Libau» — «Вращающийся мост для большого Портового канала в Либаве».

## Задача и проект
Мост проектировался в рамках плана обустройства либавского военно-морского порта. Он обладает двумя одинаковыми разводными фермами, каждая из них делает поворот на 90 градусов в свою сторону. Развод ферм моста должен был происходить за 4—5 минут в момент прохождения корабля по портовому каналу.
Необходимость строительства моста для постоянного прямого сообщения Либавы с военным портом оговаривалась в плане Авелана 1901 года, однако неоднократно откладывалось, пока наконец в 1903 году нескольким крупным российским предприятиям не предложили представить эскизные проекты и сметы расходов.
В техническом задании было установлено, что свободная ширина коридора для судов не должна быть меньше 30 саженей (64 м), и что опоры, находящиеся посреди канала, должны опираться на кессонное основание (опускные колодцы со сжатым воздухом), при этом доходя до глубины 15,25 м ниже среднего уровня воды. В сведенном состоянии мост должен давать свободный габарит высотой в 8,32 м и шириной в 6,4 м для навигации малых судов. Также, на основе расчетов необходимо было представить сведения об испытываемых нагрузках, допустимом давлении на грунт, освещении и конструкции дорожного покрытия, указывает Халл.
Выбор мостовой системы предоставлялся на усмотрение исполнителя, с условием, чтобы операции по разведению и сведению моста занимали как можно меньше времени и могли производиться как вручную, так и с помощью электричества.
В конкурсе проектов победил Санкт-Петербургский металлический завод, с которым в свое время сотрудничал Эйфель. Этот факт, по-видимому, и вызвал к жизни легенду о его участии в проектировании моста в Либаве. На деле автором изначального, а позднее — уточненного проекта был Гаральд Халл.

## Конструкция моста
Подсчеты инженера Халла помогли выбрать оптимальную конструкцию моста. Подъемный мост, который разводится и сводится быстрее всего, был отвергнут по двум причинам.
Во-первых, при длине каждого поднимаемого пролета в 35-40 м они были бы слишком дорогими и тяжелыми, чтобы выдерживать ветровую нагрузку.
Во-вторых, нежелательно было иметь в военном порту строение, которое в открытом состоянии было бы видно с очень большого расстояния.
Конструкция выдвижно-задвижного моста при заданных размерах потребовала бы намного больше времени и сил для открытия и закрытия и обошлась бы дороже, чем для поворотного моста,
Халл разработал конструкцию, которая была достаточно прочна, позволяла открывать и закрывать мост с минимумом времени и усилий, а диаметр ее вращающихся опор был наименьшим (что удешевляло конструкцию) и они при этом имели привлекательный внешний вид.
Новаторство Халла состояло в том, что подпорный элемент на поворотных опорах значительно отличается от привычных для того времени технологий: на промежуточной опоре обе основные несущие балки опираются на изогнутую вертикальную подпорную конструкцию примерно в виде русской буквы «П».
«П-образный ригель опирается на вершину установленной промежуточной опоры в форме тупого конуса, где находится круг горизонтального вращения для 38 слегка конических роликовых подшипников. В охватывающем опору нижнем горизонтальном сжатом кольце находятся более крупные подпорные ролики, которые катятся по вертикальной стене очень точно произведенного и вделанного в гранит кольца из литой стали. В результате такой технологии коэффициент трения удалось снизить настолько, что сила, необходимая для лебедочной системы на поворотных опорах, не превышает усилия, требуемого для преодоления инерционного сопротивления моста. Вследствие этого для поворотных опор достаточно диаметра в 9,175 м, а не 13 м, который требовался бы в случае применения технологии, которая была привычна до этого, что в свою очередь привело бы к удорожанию этих опор примерно на 100 %», — сообщал автор проекта профессиональной общественности в своей статье.
Обе половины моста одинаковы, главные фермы на поворотной опоре имеют высоту 14,71 м, а верхняя узловая точка находится примерно в 16,5 м над уровнем воды. На концах высота ферм составляет 2,20 и 3,11 метра. Длина панели пролетной конструкции — 6,801 м; на нижнем уровне под проезжей частью укреплены поперечные балки, верхние полосы над промежуточными опорами соединены легкими решетчатыми поперечными фермами.
Чтобы сбалансировать мост против ветра, следовало добиться, чтобы сумма создаваемых ветровым давлением моментов вращения по всем поверхностям, подверженным ветру, по отношению к оси вращения составляла ноль. Поэтому перила береговых пролетов выполнены из жести и имеют 100-процентную заполненность, тогда как на среднем пролете перила кованые. На первой и второй панели под продольными балками установлена ветроудерживающая стена из плотной жести.
Использование точных механизмов обеспечило легкое управление мостом с помощью простой двухрукояточной ручной лебедки, стоящей на горизонтальном сжатом кольце и находящейся в зацеплении с вертикальной стеной кольца из литой стали поворотной опоры. Лебедка оснащена ручным тормозом и системой изменения передачи. В обычном режиме ею управляют два человека, при необходимости четыре.
По желанию заказчика установлен 220-вольтный электродвигатель постоянного тока, мощностью 3,8 лошадиной силы (хотя по расчетам достаточно было 1,1 л. с.). Открытие и закрытие моста, если на обеих сторонах вручную задействованы два работника, занимает 4 минуты, для поворота моста нужно 2 минуты 45 секунд. Если открывать мост с помощью электродвигателя, то весь этот процесс с одним работником на каждой из половин занимает 4 минуты и 5 секунд. В этом случае открытие среднего пролета требует 20 секунд, открытие берегового соединения — 1 мин. 15 сек., а поворот моста — 2 минуты 30 секунд.

## Строительство
Работы начались весной 1904 года, к осени были готовы обе поворотные и береговые опоры. Установку пролетной конструкции планировали на осень 1905 года, однако в январе 1905 года среди рабочих начались беспорядки. 102 дня отняла забастовка на Санкт-Петербургском заводе, изготавливавшем мостовые конструкции.
«Общество хранит в памяти тот факт, что как раз в балтийских провинциях революция обрела особо зловредный характер, — признает Г. Халл. — Здесь у работников не было никакой дисциплины, указания мастера не исполнялись, ежедневная производительность упала до смешного уровня, а против ведущего мастера монтажных работ были устроены два покушения на убийство. В начале 1906 года из-за беспорядков работы были совсем прерваны на полтора месяца. В таких условиях не приходится удивляться тому, что мост был сдан с опозданием почти в 11 месяцев. В июле 1906 года, несмотря на все задержки, мост был наконец-то готов и мог быть передан на соответствующую проверку».
После статических и динамических испытаний, показавших результаты лучше, чем расчетные, 19 августа 1906 года мост был освящен и передан в эксплуатацию. В ее первый период мост ежедневно открывался 10-15 раз и служил исправно.
Общий вес металла, использованного для строительства моста — 657,4 т.
Общие расходы всего строительства, исключая затраты на электрические кабели, проложенные по дну канала, составили 400 900 рублей.

## Достопримечательность города
Первая мировая война внесла свои коррективы — Либава сразу была охвачена военными действиями, мост был повреждён наступавшей немецкой армией в середине апреля 1915 года. После войны мост был восстановлен в 1932 году. В период борьбы за город (см. также Оборона Лиепаи) в Великую Отечественную войну мост был повреждён; позже, в 1945 году, он был повреждён ещё больше, во время отступления частей вермахта.
Только в мае 1967 года мост был отремонтирован и его продолжили эксплуатировать под названием «Воздушный мост» (латыш. Gaisa tilts); у моста располагался пост; задачей солдат было не допустить проникновения гражданского населения на территорию военного городка в Лиепае.
Вскоре после провозглашения независимости ЛР мост обрёл название моста Оскара Калпака, восстановив название, присвоенное ему в начале 1920-х годов.
В 2001 году был разработан проект масштабной реконструкции моста. Проект был инициирован представителями Лиепайской специальной экономической зоны. Тогда же к работам приступить не удалось по причине элементарной нехватки денежных средств. В связи со вступлением Латвии в ЕС в 2004 году соответствующие фонды по распоряжению Еврокомиссии выделили деньги на реконструкцию, что позволило заняться осуществлением проекта. Проект получил рабочее название «Подъездные дороги Лиепайского порта».
В 2006 году танкер «Анна», ходивший под флагом Грузии, столкнулся с северным пролётом моста, основательно его повредив — это событие перечеркнуло планы реставраторов. Необходимо было переделать проект, изыскать дополнительные средства для финансирования реконструкции в связи с новыми обстоятельствами.
В 2009 году реконструкция моста была успешно завершена. Состоялось торжественное мероприятие по открытию вновь восстановленного моста, режиссёром которого был Мартиньш Эйке. Половины моста торжественно соединились под звуки игры Лиепайского симфонического оркестра, который исполнил специально написанное музыкальное произведение.